# Festuca chuquisacae
Festuca chuquisacae är en gräsart som beskrevs av Stancík och Stephen Andrew Renvoize. Festuca chuquisacae ingår i släktet svinglar, och familjen gräs. Inga underarter finns listade i Catalogue of Life.